# Nelson Vivas
Nelson David Vivas (San Nicolás de los Arroyos, 18 de octubre de 1970) es un exfutbolista y entrenador argentino. Se desempeñaba como defensor y formó parte en varias ocasiones de la selección argentina. Actualmente es asistente técnico de Diego Simeone en el Atlético de Madrid de España.

## Trayectoria

### Como jugador

#### Debut
Debutó en el Club Somisa de San Nicolás de los Arroyos de la mano de “Cacalo” Rissone. Se probó, sin éxito, en las inferiores de Newell's Old Boys, Rosario Central, Independiente, Gimnasia y Esgrima La Plata y Estudiantes de La Plata. Luego jugó el Torneo del Interior 1989-1990 para Argentino Oeste de San Nicolás, donde llamó la atención del Club Olimpo, en el que jugó en la temporada siguiente. Esto fue solo un escalón previo a su llegada al fútbol grande de la Argentina. Quilmes sería el club en el que debutaría en Primera División y asimismo su último peldaño como futbolista profesional.

#### Quilmes Atlético Club
Con el cervecero disputó la temporada 91/92, jugando 35 partidos oficiales y convirtiendo 1 gol, y sufrió la decepción del descenso. Jugó tanto de volante como de lateral, este último sería el puesto en el que se termina afianzando y logra sus mejores rendimientos. Los dos años en el Nacional “B” (78 partidos, 4 goles) le sirvieron para forjar aún más su temple de “guerrero” del fútbol, y afianzarse en la estructura "quilmeña" que lograría el retorno a Primera División quedando en segunda posición en el Campeonato Nacional B 1993-94. Tal es así que en la temporada 93-94 fue ganador del "Balón de Oro" al mejor futbolista del ascenso.

#### Club Atlético Boca Juniors
Después de 3 años con Quilmes y una gran última temporada pasó a Boca Juniors por expreso pedido de César Luis Menotti, luego fue dirigido por Silvio Marzolini, Carlos Bilardo, Francisco Sá y Roberto Mouzo quienes dirigieron interinamente al club, y por último Héctor Veira, siendo uno de los futbolistas que fue dirigido por dos entrenadores campeones del mundo con la Selección Argentina (César Luis Menotti y Carlos Bilardo). En el "xeneize" jugó 86 partidos locales y 12 internacionales entre 1994 y 1997, ha sumado más partidos como titular tras la partida de Diego Soñora en 1996, teniendo buenos rendimientos y convirtiendo 3 goles (todos en el orden local), uno de ellos muy recordado ante Huracán de Corrientes, pateando desde la mitad de la cancha.

#### Associazione Calcio Lugano
Tras su paso  por Boca Juniors, a comienzos de 1998 se marchó cedido al AC Lugano de la Challenge League (Segunda División Suiza) para jugar la temporada 97/98. Participó en 22 ocasiones marcando 1 gol y colaborando para que su equipo ascienda a la Superliga de Suiza en los playoffs, siendo uno de los pilares de dicho plantel.

#### Arsenal Football Club
Luego de buenos rendimientos en el fútbol suizo, llamó la atención del entrenador Arsène Wenger por lo que fue traspasado al Arsenal Football Club de la Premier League por £1.600.000, siendo el primer sudamericano en la historia del club. Vivas era utilizado en el equipo londinense para cubrir las espaldas a Lee Dixon y Nigel Winterburn, aun así en su primera temporada completó un total de 28 partidos sin convertir goles y formando parte del plantel que ganaría la Charity Shield 1998 y Charity Shield 1999.

#### Real Club Celta de Vigo
La temporada 99-00 llegó como cedido buscando minutos al Real Club Celta de Vigo. En el equipo vigués no demostraría el nivel que había mostrado anteriormente, por lo que después de arrancar como titular inamovible fue perdiendo terreno. En el equipo "celtista" completó 13 partidos sin convertir goles. Allí formó parte del plantel ganador de la Copa Intertoto de la UEFA 2000 antes de volver de su cesión.

#### Arsenal Football Club (2° etapa)
Tras su experiencia en el fútbol español vuelve a vestir la camiseta del Arsenal, esta vez alternando posiciones (llegó a jugar de defensa central y volante derecho), pero siempre detrás de jugadores como Oleg Luzhny o Sylvinho. En su vuelta al equipo londinense disputa 41 partidos convirtiendo un gol.

#### Inter de Milán
Tras quedar libre del Arsenal, firma con el "nerazzurri" por dos temporadas. No le fue fácil en el fútbol italiano, problemas de adaptación sumado a las continuas lesiones hacen que tras una complicada primera temporada rescinda su contrato y vuelva al fútbol argentino. En el Inter disputó 19 partidos sin convertir goles.

#### Club Atlético River Plate
Tras su exitoso paso por el fútbol europeo (logró 3 títulos) regresa al fútbol argentino para jugar en el histórico rival de Boca Juniors (club en el que había jugado antes de su paso por Europa), River Plate. Llega al club "millonario" para jugar el Torneo Clausura 2003 y la Copa Libertadores, sin embargo, una lesión en la rodilla lo deja apartado de prácticamente toda la temporada habiendo disputado tan solo 7 partidos sin convertir goles y formando parte del equipo campeón del Torneo Clausura. Terminó rescindiendo su contrato con el equipo millonario, luego del partido ante Libertad por la Copa Sudamericana 2003, ante la cantidad de insultos que recibió de la hinchada.

#### Quilmes Atlético Club (2° etapa)
Tras su fallido (por la lesión) y exitoso (por salir campeón del torneo local) paso por River Plate, vuelve al equipo en el que debutó profesionalmente. En Quilmes tuvo una participación muy activa, pero una serie de declaraciones en nombre de la plantilla alegando el impago a los jugadores y una fuerte discusión con el entonces técnico del club Gustavo Alfaro daría con sus huesos en el paro, lo que haría que Nelson David Vivas anuncie su retiro del futbol a los 35 años de edad, siendo así uno de los grandes ídolos en la historia del club quilmeñio. En su segunda etapa en el equipo "cervecero" juega 24 partidos sin convertir goles.

### Como ayudante
Fue ayudante de campo de Diego Simeone en Racing, Estudiantes de La Plata, River Plate y San Lorenzo respectivamente. Estuvo en el fútbol argentino desde el año 2006 hasta 2010 antes de comenzar a dirigir de manera independiente. Al finalizar la temporada 2017-18 de la Primera División de España, recibe el llamado de su antiguo colega para volver a formar parte de su cuerpo técnico en el Atlético de Madrid tras la ida de Tiago Mendes, propuesta que finalmente acepta y daría el reencuentro tras 8 años trabajando separados, y además lo que sería su primera experiencia como entrenador en el extranjero, más precisamente en el Viejo Continente. El 31 de octubre de 2021, Vivas hizo las funciones de primer entrenador desde el inicio del encuentro de Liga contra el Real Betis Balompié en un partido que acabó con victoria rojiblanca por 3-0. Esto se debió a la expulsión de Simeone en la jornada anterior.

### Como entrenador
En junio de 2013 fue anunciado como el nuevo entrenador de Quilmes, en reemplazo de Omar De Felippe.En octubre del mismo mes, tras un empate a 1 gol ante Atlético Rafaela, tuvo una discusión con un hincha del club, el cual terminó siendo agredido por el entrenador,incidente que terminó con la renuncia del entrenador al banco quilmeño. En diciembre de 2015, es fue anunciado como el nuevo adiestrador de Estudiantes de la Plata con vistas a la temporada 2016. Poco después protagoniza un extraño incidente de protesta al árbito, arrancándose la camisa blanca que llevaba, al modo bíblico de "rasgarse las vestiduras". En junio de 2017, renuncia a su puesto luego de la derrota de Estudiantes ante Pacífico del Torneo Federal B (cuarta categoría del fútbol argentino) por 2-3 en partido válido por la Copa Argentina 2016-17.
Ese mismo mes, se anuncia como nuevo entrenador de Defensa y Justicia en reemplazo de Sebastián Beccacece.Luego de 3 meses, en septiembre renuncia al banco tras una derrota ante Colón.Vivas indicó haber renunciado tras una discusión con Diego Lemme, hijo del presidente del club y encargado del fútbol profesional.

## Selección nacional
Su primera convocatoria como internacional fue en 1994, y desde ese momento debió enfrentarse a la opinión de la prensa que lo cuestionó en varias ocasiones. Ocupó diferentes puestos en la selección, pero fue mayormente suplente de Javier Zanetti quién era considerado en su momento uno de los mejores laterales derechos del mundo. Jugó la Copa América 1995 y Copa América 1997, además de la Copa Mundial de Fútbol de 1998.
Por culpa de una lesión en la rodilla que lo mantuvo lesionado medio año se perdió la Copa Mundial de Fútbol de 2002 en la cual estaba en la lista inicial de 30 futbolistas. Ha sido internacional con la Selección Argentina entre los años 1994 y 2003, casi hasta el momento de su retiro como futbolista, donde participó en 39 partidos y 1 gol marcado.

### Participaciones en Copas del Mundo
| Mundial                        | Sede    | Resultado        |
| ------------------------------ | ------- | ---------------- |
| Copa Mundial de Fútbol de 1998 | Francia | Cuartos de final |

#### Participaciones en Copa América
| Copa América      | Sede    | Resultado        |
| ----------------- | ------- | ---------------- |
| Copa América 1995 | Uruguay | Cuartos de final |
| Copa América 1997 | Bolivia | Cuartos de final |

## Estadísticas

### Como jugador

#### En Clubes
| Quilmes AC Argentina |                     |                     |     |   |    |    |    |     |     |      |      |
| 1.ª | 1991-92             | 35                  | 1   | — | —  | —  | —  | 35  | 1   | 0.03 |      |
| 2.ª | 1992-93             | ?                   | ?   | — | —  | —  | —  | ?   | ?   |      |      |
| 2.ª | 1993-94             | ?                   | ?   | — | —  | —  | —  | ?   | ?   |      |      |
| 1.ª | 2004-05             | 24                  | 0   | — | —  | 7  | 1  | 31  | 1   | 0.03 |      |
| Total club | Total club          | 137                 | 5   | 0 | 0  | 0  | 0  | 137 | 5   | 0.04 |      |
| Boca Juniors Argentina |                     |                     |     |   |    |    |    |     |     |      |      |
| 1.ª | 1994-95             | 26                  | 0   | — | —  | 7  | 0  | 33  | 0   | 0,00 |      |
| 1.ª | 1995-96             | 25                  | 2   | — | —  | 2  | 0  | 27  | 2   | 0.07 |      |
| 1.ª | 1996-97             | 27                  | 1   | — | —  | 3  | 0  | 30  | 1   | 0.03 |      |
| 1.ª | 1997                | 8                   | 0   | — | —  | —  | —  | 8   | 0   | 0,00 |      |
| Total club | Total club          | 86                  | 3   | 0 | 0  | 12 | 0  | 98  | 3   | 0.03 |      |
| FC Lugano · Suiza | 2.ª                 |                     |     |   |    |    |    |     |     |      |      |
| FC Lugano · Suiza | 2.ª                 | 1998                | 11  | 1 | —  | —  | —  | —   | 11  | 1    | 0.09 |
| FC Lugano · Suiza | Total club          | Total club          | 11  | 1 | 0  | 0  | 0  | 0   | 11  | 1    | 0.09 |
| Arsenal FC Inglaterra | 1.ª                 |                     |     |   |    |    |    |     |     |      |      |
| Arsenal FC Inglaterra | 1.ª                 | 1998-99             | 23  | 0 | 7  | 1  | 5  | 0   | 35  | 1    | 0.03 |
| Arsenal FC Inglaterra | 1.ª                 | 1999                | 5   | 0 | 1  | 0  | 4  | 0   | 10  | 0    | 0,00 |
| Arsenal FC Inglaterra | 1.ª                 | 2000-01             | 12  | 0 | 4  | 0  | 7  | 0   | 23  | 0    | 0,00 |
| Arsenal FC Inglaterra | Total club          | Total club          | 40  | 0 | 12 | 1  | 16 | 0   | 68  | 1    | 0.01 |
| Celta de Vigo · España | 1.ª                 |                     |     |   |    |    |    |     |     |      |      |
| Celta de Vigo · España | 1.ª                 | 2000                | 13  | 0 | 2  | 0  | —  | —   | 15  | 0    | 0,00 |
| Celta de Vigo · España | Total club          | Total club          | 13  | 0 | 2  | 0  | 0  | 0   | 15  | 0    | 0,00 |
| Inter de Milán · Italia | 1.ª                 |                     |     |   |    |    |    |     |     |      |      |
| Inter de Milán · Italia | 1.ª                 | 2001-02             | 13  | 0 | 3  | 0  | —  | —   | 16  | 0    | 0,00 |
| Inter de Milán · Italia | 1.ª                 | 2002-03             | 6   | 0 | —  | —  | —  | —   | 6   | 0    | 0,00 |
| Inter de Milán · Italia | Total club          | Total club          | 19  | 0 | 3  | 0  | 0  | 0   | 22  | 0    | 0,00 |
| River Plate Argentina | 1.ª                 |                     |     |   |    |    |    |     |     |      |      |
| River Plate Argentina | 1.ª                 | 2003                | 7   | 0 | —  | —  | 3  | 0   | 10  | 0    | 0,00 |
| River Plate Argentina | Total club          | Total club          | 7   | 0 | 0  | 0  | 3  | 0   | 10  | 0    | 0,00 |
| Total en su carrera | Total en su carrera | Total en su carrera | 313 | 9 | 17 | 1  | 38 | 1   | 368 | 11   | 0.03 |
| (1) Las copas nacionales se refiere a la Copa del Rey (2001-09); Copa de Grecia (2009-10) y Copa Argentina (2013). (2) Las copas internacionales se refiere a la Copa de la UEFA (2002-03). (3) Media de goles por encuentro. No incluye goles en partidos amistosos. |                     |                     |     |   |    |    |    |     |     |      |      |

### Como ayudante
| Club                    | País      | Año           |
| ----------------------- | --------- | ------------- |
| Racing Club             | Argentina | 2006          |
| Estudiantes de La Plata | Argentina | 2006-2007     |
| River Plate             | Argentina | 2008          |
| San Lorenzo             | Argentina | 2009-2010     |
| Atlético de Madrid      | España    | 2018–Presente |

### Estadísticas como entrenador
| Equipo                       | Div.             | Torneo                 | Estadísticas | Estadísticas | Estadísticas | Estadísticas | Estadísticas | Estadísticas | Estadísticas | Estadísticas | Estadísticas |
| Equipo                       | Div.             | Torneo                 | PJ           | G            | E            | P            | GF           | GC           | DG           | Puntos       | Rendimiento  |
| ---------------------------- | ---------------- | ---------------------- | ------------ | ------------ | ------------ | ------------ | ------------ | ------------ | ------------ | ------------ | ------------ |
| Quilmes Argentina            | 1.ª              | 2013-14                | 12           | 4            | 2            | 6            | 7            | 15           | -8           | 14           | 38.89%       |
| Quilmes Argentina            | 1.ª              | Copa Argentina 2012-13 | 1            | 0            | 0            | 1            | 1            | 2            | -1           | 0            | 0%           |
| Quilmes Argentina            | Total            | Total                  | 13           | 4            | 2            | 7            | 8            | 16           | -8           | 14           | 35.9%        |
| Estudiantes (LP) Argentina   | 1.ª              | 2015                   | 1            | 0            | 1            | 0            | 1            | 1            | 0            | 1            | 33.33%       |
| Estudiantes (LP) Argentina   | 1.ª              | 2016                   | 17           | 10           | 5            | 2            | 26           | 11           | +15          | 35           | 68.63%       |
| Estudiantes (LP) Argentina   | 1.ª              | Copa Argentina 2015-16 | 3            | 2            | 1            | 0            | 5            | 0            | +5           | 7            | 77.78%       |
| Estudiantes (LP) Argentina   | 1.ª              | 2016-17                | 27           | 13           | 8            | 6            | 41           | 26           | +15          | 47           | 58.02%       |
| Estudiantes (LP) Argentina   | 1.ª              | Sudamericana 2016      | 2            | 1            | 0            | 1            | 1            | 2            | -1           | 3            | 50%          |
| Estudiantes (LP) Argentina   | 1.ª              | Libertadores 2017      | 6            | 3            | 0            | 3            | 7            | 8            | -1           | 9            | 50%          |
| Estudiantes (LP) Argentina   | 1.ª              | Copa Argentina 2016-17 | 1            | 0            | 0            | 1            | 2            | 3            | -1           | 0            | 0%           |
| Estudiantes (LP) Argentina   | Total            | Total                  | 57           | 29           | 15           | 13           | 83           | 51           | +32          | 102          | 59.65%       |
| Defensa y Justicia Argentina | 1.ª              | 2017-18                | 5            | 1            | 1            | 3            | 9            | 15           | -6           | 4            | 26.67%       |
| Defensa y Justicia Argentina | 1.ª              | Sudamericana 2017      | 1            | 0            | 0            | 1            | 0            | 1            | -1           | 0            | 0%           |
| Defensa y Justicia Argentina | 1.ª              | Copa Argentina 2016-17 | 1            | 1            | 0            | 0            | 2            | 0            | +2           | 3            | 100%         |
| Defensa y Justicia Argentina | Total            | Total                  | 7            | 2            | 1            | 4            | 11           | 16           | -5           | 7            | 33.33%       |
| Total en equipos             | Total en equipos | Total en equipos       | 77           | 35           | 18           | 24           | 102          | 83           | +19          | 123          | 53.25%       |

#### Resumen por competiciones
| Competición                   | Partidos | Ganados | Empatados | Perdidos | % Efectividad | Mejor resultado  |
| ----------------------------- | -------- | ------- | --------- | -------- | ------------- | ---------------- |
| Primera División de Argentina | 61       | 28      | 17        | 16       | 55.19%        | 3.º Lugar        |
| Copa Argentina                | 7        | 4       | 1         | 2        | 61.9%         | Octavos de final |
| Copa Sudamericana             | 3        | 1       | 0         | 2        | 33.33%        | Primera fase     |
| Copa Libertadores             | 6        | 3       | 0         | 3        | 50%           | Octavos de final |
| Total competiciones           | 77       | 36      | 18        | 23       | 54.55%        | -                |

## Palmarés

### Como jugador

#### Campeonatos nacionales
| Título           | Club        | País      | Año    |
| ---------------- | ----------- | --------- | ------ |
| Community Shield | Arsenal FC  | Londres   | 1998   |
| Community Shield | Arsenal FC  | Londres   | 1999   |
| Primera División | River Plate | Argentina | C-2003 |

#### Copas internacionales
| Título         | Club          | País   | Año  |
| -------------- | ------------- | ------ | ---- |
| Copa Intertoto | Celta de Vigo | España | 2000 |

### Como ayudante

#### Campeonatos nacionales
| Título                     | Club                    | País      | Año     |
| -------------------------- | ----------------------- | --------- | ------- |
| Primera División           | Estudiantes de La Plata | Argentina | A-2006  |
| Primera División           | River Plate             | Argentina | C-2008  |
| Primera División de España | Club Atlético de Madrid | España    | 2020/21 |

#### Campeonatos internacionales
| Título              | Club               | Sede   | Año  |
| ------------------- | ------------------ | ------ | ---- |
| Supercopa de Europa | Atlético de Madrid | Tallin | 2018 |

### Distinciones individuales
| Premio                            | Club        | País      | Año  |
| --------------------------------- | ----------- | --------- | ---- |
| Premio Alumni al mejor entrenador | Estudiantes | Argentina | 2016 |

## Curiosidades
- Surgió del Club Somisa de San Nicolás de los Arroyos, al igual que Andrés Guglielminpietro y Leo Franco.
- En sus ratos de ocio practica pesca, donde le dicta clases de dicha actividad a su compañero y exayudante de campo Leonardo "Lalo" Colombo.
- Fue el primer jugador sudamericano en la historia del Arsenal Football Club.
- En su paso por Boca Juniors fue dirigido primero por César Luis Menotti y luego por Carlos Salvador Bilardo, únicos entrenadores campeones del mundo hasta ese momento con la Selección Argentina.